# 孔子家语

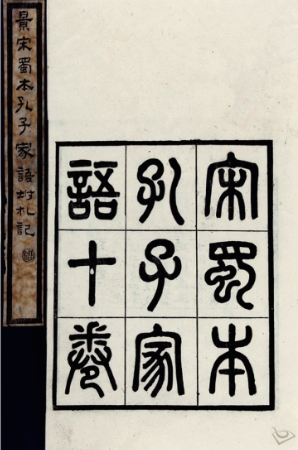
1895年（光绪24年）版《孔子家语》

《孔子家语》是中国古代记述孔子思想和生平的著作，其内容是自汉朝以前到汉朝早期不断编纂而成，后来王肃对其进行整理，凡二十七卷，现存十卷。在四庫全書中為子部儒家類。
《孔子家语》的争议很多。颜师古注《汉书》时，曾指出《孔子家语》二十七卷本“非今所有家语”。王柏《家语考》首先提出《孔子家语》是偽書，清代姚际恒《古今伪书考》、范家相《家语证伪》、孙志祖《家语疏证》，還有崔述、皮錫瑞、王聘珍、丁晏也都认为是伪书。孫志祖說：“至於《家語》，肅以前學者絕不及引……，其偽安國後序云以意增損，其言則已自供皇狀然……夫敘孔子之書，而先言奪鄭氏之學，則是傅會古說攻駁前儒可知矣”。
陳士珂《孔子家語疏證》則認為不是偽書：“予觀周末漢初諸子，其稱述孔子之言類多彼此互見，損益成文……然其書並行，至於今不廢，何獨於是編而疑之也”。
錢馥《家語疏證跋》認為不是偽書，但有經過加工，王肅所注《孔子家語》是在二十七篇的基礎上增加了十七篇。《四库全书总目提要》说：“其书流传已久，且遗文轶事，往往多见于其中。故自唐以来，知其伪而不能废也。”
顧頡剛撰寫《孔子研究講義》一書明確指出《孔子家語》為王肅偽作，“無任何取信之價值”。1970年代以來，由於出土文獻的出現，給《孔子家語》的研究帶來了新的契機。1973年河北定州八角廊出土了漢墓竹簡中有《儒家者言》，内容与《家语》相近。1977年安徽阜陽雙古堆出土了漢墓木牘，内容同《家语》有关，另有英藏敦煌寫本《孔子家語》。李學勤認為，《孔子家語》可能成于孔安國、孔僖、孔季彥、孔猛等人之手。山东大学儒学高等研究院特聘教授楊朝明甚至指出《孔子家語》的價值並不在《論語》之下。